# Menemerus patellaris
Menemerus patellaris är en spindelart som beskrevs av Wesolowska, van Harten 2007. Menemerus patellaris ingår i släktet Menemerus och familjen hoppspindlar. Inga underarter finns listade i Catalogue of Life.